# YESTERDAY & TODAY (TOKIO의 음반)
《YESTERDAY & TODAY》는 TOKIO의 6번째 정규 앨범으로, 2000년 2월 2일 발매하였다.

## 설명
- 소니 뮤직 레코드 재팬에서 발매한 마지막 정규 앨범.
- 2년만의 새 앨범이였기 때문에, 싱글곡은 전부 수록하지 않았다.

## 수록곡
1. Overture
2. Yesterday's
3. Feel It
4. 何度も夢の中でくり返すラブ・ソング (TOKIO Edit)
5. Heart
6. 忘れえぬ君へ…(Remix)
7. Cool so Rock
8. 一秒のOthello〜君に選ばれたい〜(Matsu Remix)
9. ジャンクフードの逆襲
10. 君を想うとき (Romanesque Version)
11. Break Down
12. Love & Peace (Play-out Version)
13. JUMBO
14. Yesterday's (Reprise)